# (12761) Pauwels
(12761) Pauwels (1993 TP38) – planetoida z pasa głównego asteroid okrążająca Słońce w ciągu 5,47 lat w średniej odległości 3,1 j.a. Odkryta 9 października 1993 roku.